# باش محلة
باش محلة (بالفارسية: باش محله) هي مستوطنة تقع في Sangar Rural District في إيران. يقدر عدد سكانها بـ 661 نسمة .